# Košarkaški klub Vrijednosnice Osijek
Il K.K. Vrijednosnice Osijek è una società di pallacanestro croata avente sede a Osijek e militante nella massima divisione croata. Fu fondata nel 1980 con la denominazione OKK Darda. Dal 2006 ha legato il proprio nome a quello della società di investimenti Vrijednosnice Osijek.
Disputa le partite interne allo Dvorana Gradski vrt, palazzetto con una capienza di 4.448 spettatori.